# شتاين هوف

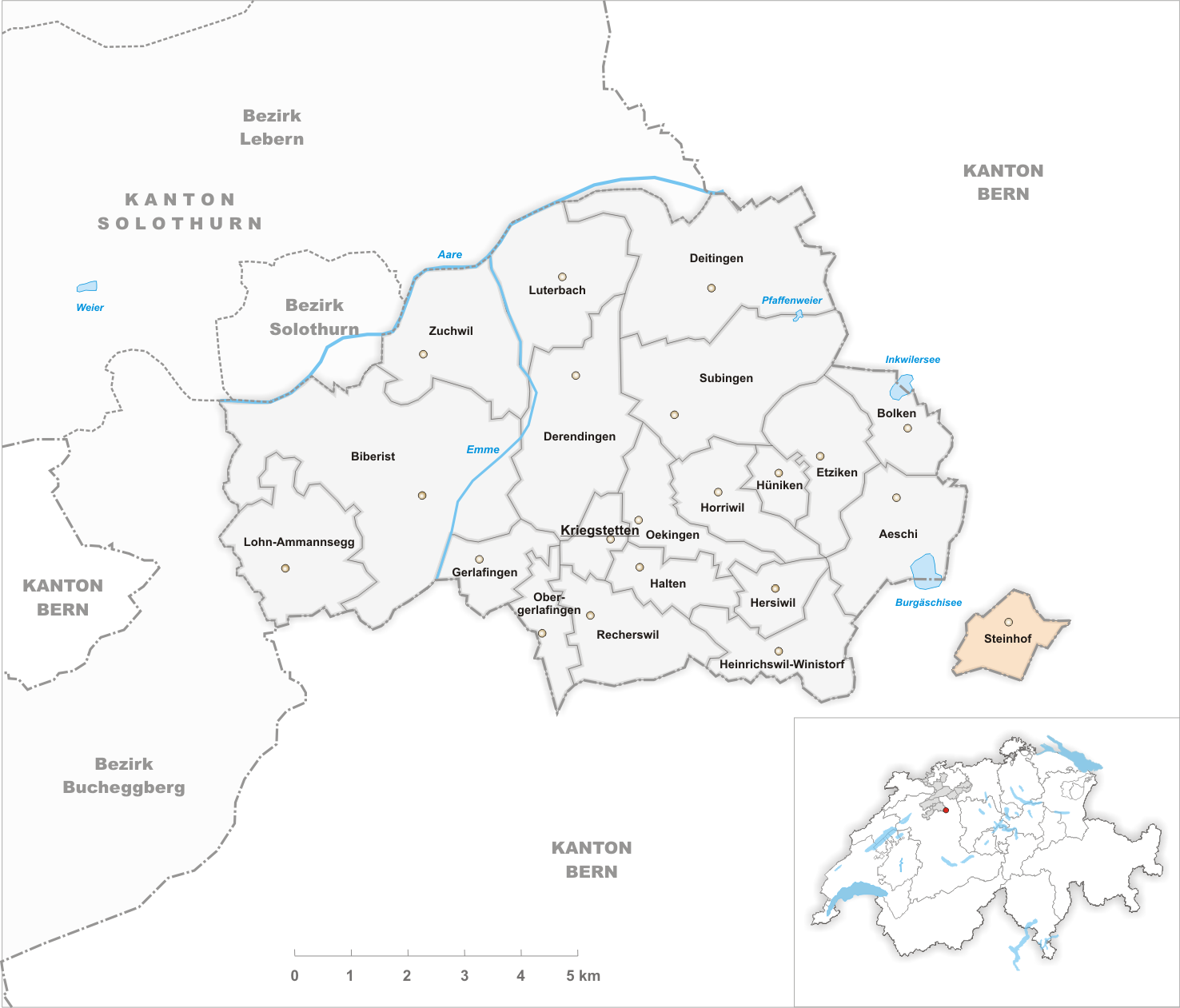
ستاين هوف

شتاينهوف أو  شتاين هوف  Steinhof هي بلدية سابقة في إقليم فاسرامت في كانتون سولوتورن في سويسرا.